# Герб Гар'юмаа
Герб Гар'юмаа (ест. Harjumaa vapp) разом із прапором є офіційним символом Гар'юмаа, одного з повітів Естонії.
Прийнято 5 лютого 1937 року, перезатверджено 24 грудня 1996 року.

## Опис герба
У червоному полі срібний хрест.

## Значення
Герб несе мотиви данського прапора Даннеброґа, який за легендами спустився на землю під час битви при Ліданісі (сучасна назва — Таллінн) 15 червня 1219 року.